# 雲州 (内モンゴル)
雲州（うんしゅう）は、中国にかつて存在した州。南北朝時代から隋代にかけて、現在の内モンゴル自治区フフホト市一帯に設置された。

## 魏晋南北朝時代
北魏の太武帝により設置された朔州を前身とする。524年（正光5年）、雲州と改称された。533年（永熙2年）、州治は帰順県に移された。雲州は盛楽郡・雲中郡・建安郡・真興郡の4郡9県を管轄した。
北斉のとき、雲州は廃止された。

## 隋代
585年（開皇5年）、隋により陽寿県に置かれた楡関総管府が雲州総管府と改められた。600年（開皇20年）、雲州総管府は大利県に移された。605年（大業元年）、雲州総管府は廃止され、雲州とされた。607年（大業3年）に州が廃止されて郡が置かれると、雲州は定襄郡と改称された。